# نغاض
نُغَّاض (الاسم العلمي: Meconopsis)، جنس نباتات عشبية مُزهرة من فصيلة الخشخاشية. وصف بواسطة عالم النبات الفرنسي لويس غيوم الكسندر فيغيه في عام 1814 للأنواع المعروفة منه باسم خشخاش ويلزي، والتي وصفها كارولوس لينيوس على أنها خشخاش كمبري
. اسم الجنس يعني "شبيه الخشخاش" (من اليونانية ميكون وتعني خشخاش، أوبسيس وتعني شبيه). وضعت جميع أنواع الهيمالايا التي أُكتشفت لاحقًا في جنس نغاض. في القرن الحادي والعشرين، أُكتشف أن الأنواع في جبال الهيمالايا كانت أقل ارتباطًا بالخشخاش الويلزي، وأُعيد الخشخاش الويلزي "خشخاش كمبري" إلى جنس الخشخاش. جميع الأنواع الموجودة الآن في النغاض هي أصلية في جبال الهيمالايا والمناطق المحيطة بها. لديها أزهار جذابة، وعادًة ما تكون زرقاء.